# Federico Barba
Federico Barba, né le 1er septembre 1993 à Rome, est un footballeur italien. Il évolue au poste de défenseur.

## Biographie
Il commence le football dans l'école de football de l'AS Axa Calcio à l'âge de sept ans où il reste sept ans avant de rejoindre le Cisco Roma où il passe une saison avant de rejoindre l'AS Rome en 2008.
Après être passé par les équipes jeunes du club puis l'équipe réserve, il est prêté lors de la saison 2012-2013 au Grosseto FC qui évolue en Serie B puis quitte le club à l'été 2013 pour l'Empoli FC.
En juillet 2025, après quelques mois au FC SIon, il quitte le club et est libre de tout contrat et peux s'engager où il le désire.